# Штеген
Штеген (њем. Stegen) општина је у њемачкој савезној држави Баден-Виртемберг. Једно је од 50 општинских средишта округа Брајсгау-Хохшварцвалд. Према процјени из 2010. у општини је живјело 4.373 становника. Посједује регионалну шифру (AGS) 8315109.

## Географски и демографски подаци
Штеген се налази у савезној држави Баден-Виртемберг у округу Брајсгау-Хохшварцвалд. Општина се налази на надморској висини од 408 метара. Површина општине износи 26,3 km². У самом мјесту је, према процјени из 2010. године, живјело 4.373 становника. Просјечна густина становништва износи 166 становника/km².